# ريتشارد مول
تشارلز ريتشارد مول (بالإنجليزية: Richard Moll)‏ هو ممثل ومؤدي صوت أمريكي ولد في يوم 13 يناير 1943 في باسادينا في كاليفورنيا. بدأ التمثيل في سنة 1967، اشتهر بتمثيل دور بول شانون في مسلسل نايت كورت من سنة 1984 إلى 1992، كما قام بتأدية عدة أصوات في ألعاب الفيديو والرسوم المتحركة.

## روابط خارجية
- ريتشارد مول على موقع IMDb (الإنجليزية)
- ريتشارد مول على موقع قاعدة بيانات الأفلام العربية
- ريتشارد مول على موقع أول موفي (الإنجليزية)
- ريتشارد مول على موقع قاعدة بيانات الأفلام السويدية (السويدية)
- ريتشارد مول على موقع إن إن دي بي (الإنجليزية)
- ريتشارد مول على موقع قاعدة بيانات الفيلم (الإنجليزية)